# Secans de Belianes-Preixana
Secans de Belianes-Preixana és un espai natural protegit situat a cavall entre les comarques de l'Urgell i les Garrigues i Pla d'Urgell, que pertany als municipis de Tàrrega, Vilagrassa, Preixana, Sant Martí de Riucorb, Belianes, Arbeca, Vilanova de Bellpuig i Bellpuig, en una gran plana formada per les graves del con al·luvial del riu Corb. És un espai natural declarat Zona d'Especial Protecció per a les Aus (ZEPA) i inclòs a la Xarxa Natura 2000.

## Vegetació
La totalitat de l'espai natural dels Secans de Belianes-Preixana està dedicada pràcticament al conreu agrícola. Mentre que la part nord i central de l'espai, al marge esquerre del canal d'Urgell, està ocupada pels conreus herbacis extensius (70%), el terç sud s'empra per als conreus llenyosos tradicionals (28,7%). Aquests últims estan constituïts aproximadament en parts iguals per conreus de fruita seca (ametllers) i d'olivera. A més, hi ha certa presència de vinya i conreus de fruiters. La vegetació natural és pràcticament inexistent dins l'espai natural. Tan sols han romàs 51 hectàrees no conreades, que suposen menys de l'1% del total de l'espai protegit. Al sud apareixen àrees aïllades de pinedes de pi blanc amb sotabosc de brolles calcícoles o amb sotabosc de màquies i garrigues, així com brolles de romaní amb foixarda. Al tram sud del riu Corb existeixen també petites superfícies de bosc de ribera.

## Fauna

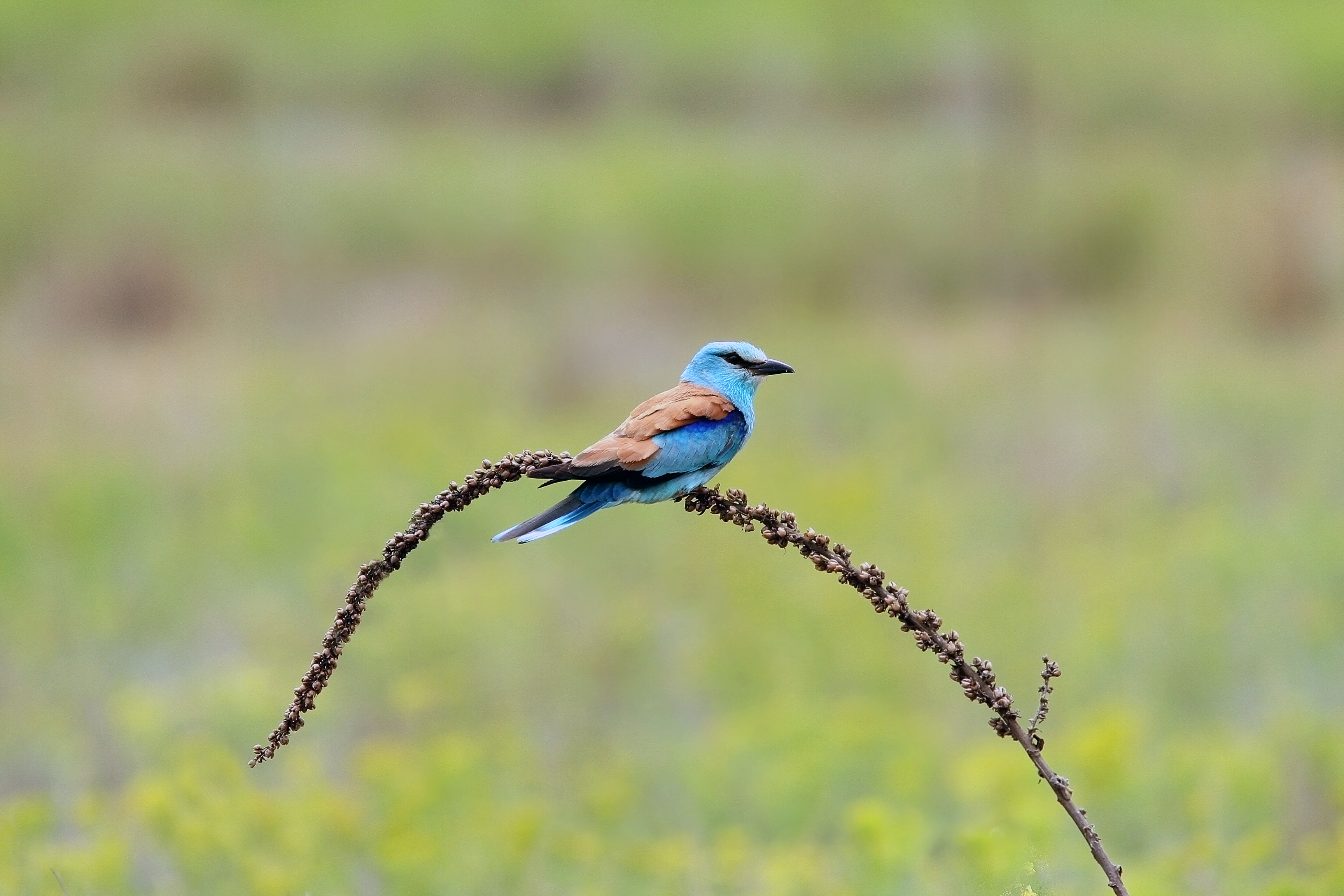
Gaig blau

Secans de Belianes-Preixana  va ser  declarat com a Zona d'Especial Protecció per a les Aus (ZEPA) per la presència d'aus estepàries, molt adaptades a l'aridesa dels secans i per protegir tota la biodiversitat que hi alberga. En aquesta ZEPA es poden trobar espècies com el sisó, gaig blau, calàndria, xoriguer petit i esparver cendrós. També hi ha presència de la terrerola vulgar. En aquesta àrea es troba el principal nucli reproductor del sisó (Tetrax tetrax), incloent les millors zones per a la reproducció d'aquesta espècie, així com els llocs més favorables perquè els mascles situïn els seus leks (250 a 300 mascles). També es tracta d'un espai important per acollir a les seves construccions agrícoles poblacions de xoriguer petit (Falco naumanni) (3 parelles el 2009) i de gaig blau (Coracias garrulus) (30-45 parelles); així com un dels nuclis de nidificació de l'esparver cendrós (Circus pygargus) (5-10 nius) a la zona de regadiu del riu Corb. Com a zona de cereals extensius, són molt importants les poblacions d'alàudids, entre ells la calàndria (Melanocorypha calandra) que té aquí una de les seves millors poblacions estimades en 772 parelles, i també amb la presència de la terrerola vulgar (Calandrella brachydactyla) amb 14 parelles. El torlit (Burhinus oedicnemus) té també poblacions importants amb 37-270 parelles.